# Fabrizio Guidi
Fabrizio Guidi (Pontedera, Pisa, 13 de abril de 1972) es un exciclista italiano, profesional desde 1995, que consiguió 39 victorias. Tras retirarse en el 2007 a partir del 2011 se convirtió en director deportivo del Saxo Bank Sungard.
Fue un esprínter consumado, que logró triunfos de etapa en el Giro de Italia y la Vuelta a España, además de ganar la clasificación de la regularidad de ambas pruebas: en 1998 en la Vuelta y en 1996 en el Giro.

## Palmarés
| 1996 - Clasificación por puntos en el Giro de Italia y clasificación del Intergiro - Vuelta a Dinamarca - Tres Valles Varesinos - Gran Premio Costa de los Etruscos - G. P. Kanton Aargau - G. P. Industria y Comercio de Prato - Tour de Vaucluse, más 1 etapa - Giro di Puglia 1997 - 1 etapa de la Bicicleta Vasca 1998 - 3 etapas de la Vuelta a España y clasificación por puntos 1999 - 1 etapa del Giro de Italia y clasificación del Intergiro - G. P. Pino Cerami 2000 - 1 etapa del Giro de Italia y clasificación del Intergiro | 2001 - 1 etapa de la París-Niza - 1 etapa del Tour de Romandía 2002 - Florencia-Pistoia 2004 - 1 etapa del Tour de Valonia - 1 etapa de la Vuelta a Dinamarca 2005 - 1 etapa de la Vuelta a Austria 2006 - 1 etapa de la Vuelta a Austria - Tour de Valonia, más 2 etapas - 1 etapa del Tour de Polonia |

## Resultados en las Grandes Vueltas
| Carrera         | 1996 | 1997 | 1998 | 1999 | 2000 | 2001 | 2002 | 2003  | 2004 | 2005 | 2006 |
| --------------- | ---- | ---- | ---- | ---- | ---- | ---- | ---- | ----- | ---- | ---- | ---- |
| Giro de Italia  | 62.  | -    | Ab.  | 64.º | 94.º | -    | Ab.  | -     | -    | -    | Ab.  |
| Tour de Francia | -    | -    | Ab.  |      | -    | -    | -    | 103.º | -    | -    | -    |
| Vuelta a España | -    | 84.º | 63.º | Ab.  | -    | -    | Ab.  | 82.º  | -    | -    | -    |